# Campanula luristanica
Campanula luristanica är en klockväxtart som beskrevs av Josef Franz Freyn. Campanula luristanica ingår i släktet blåklockor, och familjen klockväxter. Inga underarter finns listade i Catalogue of Life.